# استارایا روسا
شهر استارایا روسا (به روسی: Старая Русса) در کشور روسیه و در اوبلاست نووگورود واقع شده‌است.